# Chữ A màu đỏ
The Scarlet Letter (Tạm dịch: Chữ A màu đỏ hay Nét chữ màu đỏ) là một cuốn tiểu thuyết xuất bản năm 1850 của Nathaniel Hawthorne và được xem là một kiệt tác của ông. Lấy bối cảnh thành phố Boston thế kỷ 17, tiểu thuyết kể về Hester Prynne, một phụ nữ trẻ đẹp bị buộc phải mang mẫu tự "A" (viết tắt của Adultery nghĩa là ngoại tình) màu đỏ thắm thêu trên ngực áo suốt đời vì bị khép vào tội ngoại tình - một tội mà xã hội thời bấy giờ kết án hết sức nghiêm khắc – tử hình nếu không có yếu tố khoan dung. Xuyên suốt tác phẩm, Hawthorne đề cập đến tội lỗi, hình phạt và sự khoan dung.

## Nội dung sơ lược
Câu chuyện kể trong tác phẩm xảy ra ở Boston vào giữa thế kỷ 17, khi một phụ nữ trẻ đẹp bị buộc phải mang mẫu tự "A" màu đỏ thắm thêu trên ngực áo vì bị khép vào một tội mà xã hội thời bấy giờ kết án hết sức nghiêm khắc – tử hình nếu không có yếu tố khoan dung, và thường thì được rất ít khoan dung. Một điểm hết sức đặc biệt là, xuyên suốt cả cuốn sách, tác giả không hề chỉ ra đích danh tội này, tuy người đọc nguyên bản nào cũng nhận biết. Điều này có nghĩa là tác giả không có chủ ý nói về chính cái tội, mà muốn trình bày những hệ lụy mà phạm nhân phải gánh chịu sau khi bị lên án vì cái tội này.
The Scarlet Letter chịu nhiều ảnh hưởng của Thanh giáo và xoay quanh những tâm trạng tội lỗi, lo lắng và buồn khổ. Trong tác phẩm này, tác giả sử dụng bối cảnh của xã hội Thanh giáo khép kín, có tính áp đặt, độc đoán, để biểu hiện cho nhân loại nói chung. Tư tưởng và cách hành xử của Thanh giáo cũng cho phép tác giả dựng nên hình tượng tâm hồn con người sống dưới tư duy thiển cận và cung cách áp bức khắt khe, đến nỗi con người như thế có phản ứng thách thức, bất chấp, gần như nổi loạn. Các nhân vật Hester, Dimmesdale và Chillingworth, trong khi là những tín đồ của Thanh giáo, cũng biểu hiện là những thực thể ngoài đời.
Tóm lại, được xem là một trong những "tiểu thuyết lãng mạn" kinh điển của nền văn học Mỹ, Mẫu tự đỏ thắm là một kiệt tác với những phân tích thấu đáo mạnh mẽ về tâm lý và tâm linh con người lồng trong những quan tâm sâu sắc đến tội lỗi, hình phạt và cứu chuộc.

## Bối cảnh

### Bối cảnh xã hội củaThe Scarlet Letter
Nhân vật chính Hester Prynne, người chịu bản án mang chữ "A" hoa, có thật không? Ngoài sự xác nhận của tác giả là thật, có thể tìm thêm chứng cứ trong Hồ sơ Thuộc địa (Colony Records) của một địa phương có tên là New Plymouth, nằm trong vùng New England. Hồ sơ tháng 6 năm 1671 ghi bản án của một nữ phạm nhân tên Hester Prynnes, phải mang hai chữ hoa "A.D." cắt trên một mảnh vải và may lên phần tay và lưng của lớp trang phục ngoài cùng. Nếu bị bắt gặp không tuân thủ bản án này, Hester Prynnes sẽ phải chịu hình phạt đánh roi trước công chúng.
Hình phạt phải mang biểu tượng như thế không phải là hiếm vào thời ấy. Có nhiều người bị án phải mang chữ "B" vì tội phạm thánh (blasphemy), hoặc chữ "D" vì say rượu (drunkenness), v.v. Riêng thành phố Boston ban hành thêm quy định là người lừa đảo phải mang từ "A CHEAT" (kẻ lừa đảo), và người bị kết tội làm trở ngại việc giảng đạo phải đứng trước công chúng trong 2 giờ mang cụm từ "A WANTON GOSPELLER" (một tín đồ ương ngạnh). Luật lệ các địa phương khác cũng đặt ra những câu từ dài ngắn khác nhau mà phạm nhân phải mang. Bản án thường ghi phạm nhân phải mang biểu tượng được trông thấy rõ ràng mỗi khi ra khỏi nhà, và phải mang biểu tượng theo cách như thế trong một thời gian hạn định, hoặc suốt đời.
Riêng đối với một số trọng tội, biểu tượng có thể được rèn bằng sắt, nung đỏ rồi đánh dấu thành sẹo lên cánh tay mặt hoặc trán của phạm nhân, không khác gì cách đánh dấu súc vật. Vào năm 1769, Boston đã xử một phạm nhân bị đóng dấu chữ "Forgery" (tội làm hàng giả).
Phần dẫn nhập câu chuyện The Scarlet Letter nói đến giàn xử tội, nơi Hester Prynne phải chịu nhục nhã trước dân cư địa phương. Cấu trúc giàn xử tội gồm bộ giàn xây bằng gỗ trên một khoảng đất trống, thường là trước nhà thờ chính hoặc quảng trường trung tâm, riêng trường hợp trong truyện này là khu chợ ngoài trời (vào ngày cử hành nghi thức xử tội thì cấm họp chợ). Mặt sàn của giàn xử tội được nâng cao khoảng vai người hoặc hơn, để tội nhân theo các bậc thang bước lên rồi đứng trên một cái bục, cho mọi người chung quanh có thể nhìn thấy rõ.
Các loại hình phạt có thể nặng nhẹ khác nhau, từ việc xử treo cổ, xử chém đầu đến đánh roi, cắt hai vành tai, đóng dấu hiệu hoặc chữ bằng sắt nung đỏ lên trán hoặc trên má, cánh tay..., đóng gông, hoặc chỉ đứng phơi bầy trước công chúng trong thời gian bản án đã định (như trường hợp của Hester Prynne). Cũng có những phán quyết lạ lùng như rắc bột lên chủ hiệu bánh mì gian dối, bắt người phạm tội ăn cắp bắp cải phải mang bắp cải trên đầu... Tùy hình phạt, phía trên mặt sàn có thể thêm khung treo cổ, máy chém...
Hầu như bất kỳ loại tội phạm nào đều có thể bị đưa lên giàn xử tội, kể cả những tội được gán ghép tùy theo thời đại như phạm thánh, làm phù thủy, vô gia cư vô nghề nghiệp, say rượu, nói dối, rao bán dược phẩm dỏm... Một số địa phương còn cho phép đám đông ném đá hoặc bất cứ vật gì vào tội nhân, dẫn đến cái chết cho tội nhân dù không chịu án tử hình. Mặt khác, có nơi thi hành luật pháp nghiêm chỉnh, như có trường hợp tội nhân đứng trên sàn gỗ đổ sập vì mục nát, bị thêm thương tích, khởi kiện chính quyền địa phương, và được bồi thường! Xuất xứ từ thế kỷ 12, có thời gian giàn xử tội hiện diện trong mỗi ngôi làng và thị trấn khởi đầu ở châu Âu và sau đấy ở Mỹ. Giàn xử tội được sử dụng ở Boston cho đến đầu thế kỷ 19. Năm 1832, nước Pháp chính thức ban hành luật xóa bỏ giàn xử tội, tiếp theo sau là Anh quốc vào năm 1839.
Xuyên suốt tác phẩm, Thanh giáo đóng vai trò trung tâm. Tín đồ Thanh giáo là những người xuất phát từ giáo hội Anh vào giữa thế kỷ 16, vì có đầu óc muốn cải tổ mà họ muốn "thanh lọc" (purify) giáo hội này. Cốt lõi của Thanh giáo là hành xử theo đạo đức trong các mối liên hệ gia đình và xã hội, và một hệ thống quyền lực tuân thủ chặt chẽ những giáo lệnh của Thượng đế. Cuộc đời của tín đồ Thanh giáo gắn với kỷ luật tự giác và việc tự mỗi người phán xét lấy chính mình. Thanh giáo cũng cổ vũ mạnh mẽ cho sự lao động cần cù và theo đuổi giáo dục.
Do phản ứng của Giáo hội Anh có những biện pháp đàn áp, nhiều tín đồ Thanh giáo rời nước Anh đến lập cuộc sống mới ở châu Âu và châu Mỹ. Năm 1620, một nhóm đến định cư ở Mỹ trong chuyến hải hành mà họ gọi là pilgrimage (cuộc hành hương), và tự gọi mình là pilgrim (người hành hương). Trong hoàn cảnh vừa thoát khỏi luật lệ cai trị ở chính quốc, các di dân nam giới trên tàu Mayflower đi vào lịch sử cùng ký vào Hiệp ước Mayflower (Mayflower Compact), tạo nền tảng cho họ có quyền đặt ra luật lệ ở các vùng định cư mới. Riêng hành khách trên tàu Mayflower lập nên vùng định cư Plymouth.
Về sau, một số tín đồ Thanh giáo người Anh đang định cư ở Hà Lan cũng di hành vì đạo đến Plymouth. Hester Prynnes cùng đi trong nhóm này, và bản án cũng ghi cô là một di dân vì đạo. Có thể nói bản án chữ "A" màu đỏ dựa trên cơ sở Hiệp ước Mayflower.
Thanh giáo trải qua nhiều biến chuyển ở những vùng mới định cư ở Mỹ, vì lý do di dân nhiều nơi kéo đến, đời sống khẩn hoang còn rất khó khăn, cần thiết lập một trật tự kỷ cương nghiêm chỉnh. Trong hoàn cảnh này, không thể chỉ dựa trên kỷ luật tự giác. Nhiều lề luật được đặt ra có tính đối phó vào thời này, như cấm chi tiêu hoang phí, cấm khuấy rối các buổi giảng đạo, khuyến khích phụ nữ (độc thân hoặc xa chồng) không nên ở một mình... Ngay cả vài lối sống, như không đi lễ nhà thờ, tuy không bị luật pháp chế tài nhưng Thanh giáo vẫn gây áp lực mà người "vi phạm" cảm thấy khó biện minh.
Nói chung, Thanh giáo không dung thứ quan niệm và lối sống có tính chống đối những thói lề áp đặt chung cho cả cộng đồng. Nhiều hình phạt vì thế cũng được đặt ra, để khép mọi người vào kỷ cương trong cộng đồng còn xô bồ vừa thoát khỏi hệ thống pháp luật của Vương quốc Anh và có thể chưa nhận biết rõ quyền lực nằm ở tay ai. Khi quyền lực đã được xác định, Thanh giáo mở rộng thêm vị thế của họ bằng cách áp bức tín đồ giáo phái Quaker, sử dụng quyền tư pháp để tuyên những bản án trục xuất khỏi cộng đồng, tù giam, hoặc ngay cả án tử hình, đối với tín đồ giáo phái Quaker. Việc này được nhắc đến trong tác phẩm Mẫu tự đỏ thắm.
Truyền thống ở châu Âu, trong đó thần quyền xen lấn vào thế quyền, được tiếp nối và trở nên mạnh mẽ hơn trong những cộng đồng mới của nước Mỹ còn non trẻ. Các giáo sĩ có tiếng nói rất uy lực trong những sự vụ khác nhau, từ việc đặt ra nền tảng luật lệ hình sự và hành chính, phán xử tội phạm, cho đến thi hành án. Việc một giáo sĩ ra mệnh lệnh cùng với Thống đốc bang trong buổi hành xử bản án của Hester Prynne là ví dụ điển hình cho thấy thần quyền và thế quyền là hai ngành cai trị bên nhau trong xã hội New England thời ấy. Đồng thời, vì chưa có chính quyền trung ương, mỗi địa phương được quyền tự trị dựa theo những lề luật mà địa phương ấy đặt ra, thay đổi khá nhiều từ nơi này qua nơi khác. Do vậy mà vị thế của giáo sĩ Thanh giáo ở mỗi địa phương càng có tầm ảnh hưởng quan trọng.
Một số người cho rằng từ "puritanism" dần dà thường bị lạm dụng ở Mỹ để phê phán triết lý về đạo đức cứng nhắc, việc cấm đoán những thú vui vô hại, hoặc cách hành xử khắt khe, nhiều lúc tàn bạo. Cách sử dụng từ ngữ này có lẽ không công bằng, vì Thanh giáo không chỉ có thế, như trên đã đề cập.
Từ thập kỷ 1620, tín đồ Thanh giáo từ Anh quốc bắt đầu đến định cư ở vùng đất miền đông-bắc Mỹ, gọi là New England, "nước Anh mới". Vùng này hiện bao gồm các tiểu bang Maine, New Hampshire, Vermont, Massachusetts, Rhode Island và Connecticut. Phía tây vùng này giáp Thành phố New York, phía bắc giáp Canada, phía đông Đại Tây Dương. Nhiều biến cố lịch sử trong thời kỳ lập quốc và giành độc lập của Hoa Kỳ xảy ra tại vùng này. Riêng thành phố Boston (hiện là thủ phủ tiểu bang Massachusetts), nơi câu chuyện xảy ra, là một trong những khu định cư sớm nhất của Thanh giáo ở nước Mỹ. Boston cũng là cái nôi của cuộc Cách mạng Mỹ (1775–1783) giành độc lập từ Anh quốc. Cuộc chiến giữa Hoa Kỳ và Anh quốc trong các năm 1812–1815 cũng liên quan quan mật thiết với Boston và được xem như cuộc chiến "giành độc lập thứ hai", vì Hoa Kỳ muốn bảo vệ lãnh hải và đường hàng hải của mình, chống lại sự khuấy rối của hải quân Anh quốc.
Với thời gian, văn hóa Thanh giáo ở New England tạo ảnh hưởng sâu rộng đến những vùng định cư khác của nước Mỹ. Mặt khác, trong vùng New England, thị trấn Salem, sinh quán của tác giả, là nơi tín đồ Thanh giáo để lại ít vết nhơ trong lịch sử của họ ở nước Mỹ, và tạo ảnh hưởng nặng nề trong cuộc đời của tác giả.
Thứ nhất là việc Thanh giáo đàn áp tín đồ giáo phái Quaker, như trên đã ghi. Ông tổ của tác giả, tên là William Hathorne, di cư từ Anh quốc sang Mỹ vào năm 1630, có tham gia vào phong trào này. Vừa là giáo sĩ Thanh giáo vừa là thẩm phán, ông đã tuyên những bản án khắc nghiệt đối với tín đồ giáo phái Quaker, như tác phẩm Mẫu tự đỏ thắm đã ghi lại.
Việc thứ hai là phiên tòa xử phù thủy, cũng được nhắc đến trong tác phẩm. Vào năm 1692, vài bác sĩ ở Salem lấy làm khó hiểu đối với những triệu chứng lạ lùng của một số bệnh nhân trẻ gái. Dựa theo lời khai của các bệnh nhân này, một số người bị đưa ra trước một phiên tòa đặc biệt xử phù thủy. Một trong các thẩm phán là John Hathorne, người con trai của William Hathorne, xét xử dựa trên những lời cung khai vì ép bức (kể cả tra tấn) và những chứng cứ mơ hồ.
Hậu quả là 25 người chết vì việc xét xử: 19 người bị treo cổ, 1 người bị tra tấn đến chết, và 5 người qua đời trong nhà giam vì điều kiện sống khắc nghiệt. Trên 160 người khác cũng bị kết tội phù thủy, phần lớn bị án tù, nhiều người bị tịch thu gia sản và bị tước quyền công dân. Phiên tòa và các bản án gây chia rẽ sâu sắc trong cộng đồng địa phương và tạo chấn động đến mọi miền nước Mỹ.
Bắt đầu từ năm 1697, các thẩm phán, bồi thẩm đoàn và giáo sĩ Thanh giáo tham gia việc xét xử thú nhận họ đã sai lầm. Năm 1711, tòa án ra phán quyết bồi thường cho gia đình các nạn nhân và hủy tất cả bản án và cáo trạng trong phiên tòa. Xem qua toàn thể vụ việc, có thể thấy dường như Thanh giáo tìm cớ để củng cố quyền lực của mình, chứ không phải bị lầm lạc theo mục đích bài trừ phù thủy.

### Tác giả vàThe Scarlet Letter
Riêng Nathaniel Hawthorne bị bứt rứt mãi về mối quan hệ gia tộc với hai ông tổ nêu trên. Chủ yếu do tâm tư như thế mà tác giả thêm mẫu tự "w" vào họ của mình khi bắt đầu viết văn. Nỗi ám ảnh suốt cuộc đời về tội lỗi của tổ tiên mình được thể hiện đây đó trong các tác phẩm của ông, kể cả truyện The Scarlet Letter.
Nhiều người cho rằng tác giả viết nên câu chuyện vì lý do ông để tâm nghiên cứu lịch sử xã hội mới mẻ của nước Mỹ, và cũng vì ông tin rằng dân tộc Mỹ cần hiểu thấu đáo hơn ý nghĩa trong di sản tôn giáo và đạo đức của họ. Mặt khác, dường như tác giả muốn đồng hóa mình với nhân vật chính, khi người tự thuật trong chương dẫn nhập có lời tâm sự là cảm thấy xa lạ với những người quanh mình, có lẽ vì mình còn trẻ và có lối sống, lối suy nghĩ khác biệt so với những người chung quanh, và "muốn nói với một số ít người sẽ đồng cảm với tác giả"

## Chuyển thể
- 1917: Phim câm đen trắng, đạo diễn Carl Harbaugh, Mary G. Martin vai Hester Prynne
- 1926: Phim câm đạo diễn Victor Sjostrom, vai chính Lillian Gish và Lars Hanson
- 1934: Phim đạo diễn Robert G. Vignola, nữ chính Colleen Moore
- 1958-59: Vở opera của Robin Milford
- 1973: Der Scharlachrote Buchstabe phim của Đức, đạo diễn Wim Wenders
- 1979: bản PBS, vai chính Meg Foster và John Heard
- 1995: The Scarlet Letter, đạo diễn Roland Joffé,Demi Moore vai Hester và Gary Oldman vai Arthur Dimmesdale.
- 2004: The Scarlet Letter, bản phim Hàn Quốc.